# Nikola Pašić
Nikola Pašić (Zaječar, 18. prosinca 1845. – Beograd, 10. prosinca 1926.), bio je srbijanski političar, dugogodišnji predsjednik vlade Kraljevine Srbije i Kraljevine Srba, Hrvata i Slovenaca, osnivač i vođa Narodne radikalne stranke. Pašić nije bio Srbin, nego je pripadao poznatoj cincarskoj porodici Pasku, i bio je Cincar. Kao predsjednik srpske vlade u Prvome svjetskom ratu djelovao je na prisjedinjenju nesrpskih krajeva Srbiji pod vodstvom dinastije Karađorđevića te sustavno podrivao demokratske tendencije Jugoslavenskoga odbora, a dijelove Hrvatske (priobalje i otoke) otvoreno nudio Italiji. U vanjskoj politici oslanjao se na carsku Rusiju a nakon njezina sloma na Francusku. Nakon 1918. godine i ustroja Kraljevine SHS (Kraljevine Jugoslavije) jedan je od tvoraca srpske centralističko-monarhističke koncepcije i izravno i bezobzirno primjenjivao je najgrublje metode (korupcija, prijetnje, progoni, likvidacija) protiv političkih protivnika koji su se odupirali velikosrpskoj hegemoniji.

## Životopis
Rođen je 18. prosinca 1845. godine u Zaječaru u pekarskoj obitelji. Bugarski izvori redovito spominju da je Pašić bio Bugarin i s očeve i s majčine strane, jer mu je majka bila Bugarka iz Vidina, a otac Bugarin iz Gabrova. Tek je preudajom za g. Pašića mali Nikola bio usvojen i dobio prezime Pašić. 
Međutim, sam Nikola Pašić je isticao da su njegovi preci iz okolice Tetova u Makedoniji.
Školovao se u vrijeme čestih preseljenja zaječarske gimnazije, tako je zbog školovanja kao učenik boravio u Negotinu i Kragujevcu. Gimnaziju je završio u 21. godini, uglavnom izvrsnim uspjehom.
Upisao je 1866. godine Tehnički fakultet Velike škole u Beogradu. Srpska vlada ga je kao izvrsnog studenta 1868. godine uputila na školovanje u Zürich. Studirao je na Politehničkoj školi u Zürichu, tehničke znanosti, kao državni stipendist. Za vrijeme boravka u Švicarskoj bio je blizak Svetozaru Markoviću, ali se kasnije razišao s njim. Poslije jednogodišnje prakse na izgradnji pruge Budimpešta-Beč vratio se u zemlju. Iako je po obrazovanju bio inženjer, najmanje se bavio svojom strukom.

## Politička karijera
Političku karijeru otpočeo je 1878. godine kao narodni zastupnik, izabran u Zaječaru. U ideološkom smislu, prošao je kroz nekoliko faza: u mladosti bio je socijalist i revolucionar, u zrelim godinama borac za parlamentarnu demokraciju, dok je u kasnim godinama postao konzervativac.
Godine 1881., u vrijeme kada je osnovana Radikalna stranka, Pašić je bio prvi predsjednik Glavnog odbora. Po izbijanju Timočke bune napušta zemlju, a u prosincu 1883. godine je, u odsutnosti, osuđen na smrt. Poslije abdikacije kralja Milana Obrenovića (1889.), bio je amnestiran, vratio se u zemlju i ponovo preuzeo vodstvo krajnje desne Radikalne stranke s kojom dolazi na vlast.

### Gradonačelnik
Dva puta bio je gradonačelnikom Beograda: 
1. 30. prosinca 1889. – 14. siječnja 1891.
2. 10. siječnja 1897. – 13. studenoga 1897.

Raspisao je veliki zajam i asfaltirao glavne ulice.

### Predsjednik Vlade
Predsjednik srpske vlade postao je prvi put 11. studenoga 1891. Predsjednik vlade bio je 1891-1892., i ministar vanjskih poslova Srbije od 21. ožujka 1892. do 9. kolovoza 1892.
U periodu od 1893. do 1894. godine bio je diplomat, predstavnik srpske vlade u Petrogradu. Zbog neslaganja s unutrašnjom i vanjskom politikom posljednjeg Obrenovića, ubrzo se razišao i s njim.
Poslije neuspjelog Ivanjdanskog atentata na bivšega kralja Milana 1899., kao radikalni prvak osuđen je na 5 godina zatvora, ali je odmah pomilovan i pušten. Sljedećih nekoliko godina, do Svibanjskog prevrata 1903. godine, bio je van političke scene. Uključuje se u politički život 1901. godine, a poslije ubojstva Aleksandra Obrenovića i povratka na vlast dinastije Karađorđević (1903.), Pašić ponovno preuzima vodstvo Radikalne stranke.
Predsjednik vlade po drugi put postaje 27. studenoga 1904. godine. Na ovom položaju je uglavnom bio sve do svoje smrti, 1926. godine. Preciznije, predsjednik vlade Srbije bio je 1904-1918., s tri prekida i predsjednik vlade Kraljevine Srba, Hrvata i Slovenaca u periodu 1921-1926., s jednim prekidom.
Osim ove velike funkcije bio je pet puta predsjednik Narodne skupštine, zatim ministar vanjskih poslova u periodima 1904. – 05., 1906. – 08., 1912. – 18. i potom u Kraljevini SHS 1921. Osim toga, Pašić je od osnivanja, 1881. godine, pa sve do svoje smrti, vodio Narodnu radikalnu stranku.
Uspješno je vodio Srbiju kroz dva balkanska rata i kroz Prvi svjetski rat. Bio je predsjednik delegacije Srbije na Konferenciji mira u Bukureštu 1913. Početkom 1915. godine, kao predsjednik srpske vlade, Nikola Pašić poziva Nikolaja Velimirovića u Niš i upućuje ga u Englesku i Ameriku propagirati srpsku borbu i suzbijati austrijsku propagandu protiv Srbije. Bio je jedan od potpisnika Krfske deklaracije 1917. Bio je predsjednik delegacije Kraljevine Srba Hrvata i Slovenaca na Mirovnoj konferenciji u Parizu 1919. godine.
Godine 1923. postao je počasni građanin Pančeva.

### Vidovdanski Ustav
Bio je jedan od glavnih tvoraca Vidovdanskog ustava iz 1921. godine, kojim je Kraljevina Srba, Hrvata i Slovenaca dobila oblik unitarne monarhije. Kasnije je kralju Aleksandru I. Karađorđeviću počela smetati Pašićeva osobnost, odvojio se od njega i uklonio ga s položaja predsjednika vlade.
Bio je na audijenciji kod kralja Aleksandra 9. prosinca 1926. godine tijekom koje je kralj iznio neke kritike na račun Pašićevog sina Rade i nije mu povjerio novi mandat predsjednika vlade. Potresen ovim događajem Pašić je iznenada preminuo, sutradan 10. prosinca 1926. godine, od srčanog udara, u 81. godini života. Sahranjen na Novom groblju u Beogradu. U političkom životu Srbije, Pašić je proveo 48 godina. Aktivno se bavio politikom do smrti.

### Carinski rat
Izašao je kao pobjednik u Carinskom ratu s Austro-Ugarskom (1906. – 1911.), izvukavši Srbiju iz zagrljaja ekonomske blokade velika susjedna carstva i omogućivši srpskoj privredi probijanje "iz balkanskog kotla na svjetsku tržnicu". U svojoj politici oslanjao se na Rusiju, a poslije Oktobarske revolucije na Francusku.
U politici se dokazao kao mudar, staložen i uporan političar. Govorio je: "Srbi jesu mali narod, ali većeg između Beča i Carigrada nemamo". Osim toga on je bio šutljiv po prirodi i imao je uzrečicu "ovaj". Bio je poznat po nadimku Baja.

## Spomen
- 12. siječnja 1939. godine otkrivena je spomen-ploča u Zürichu na kući u kojoj je kao student stanovao Nikola Pašić, događaju je prisustvovao predsjednik vlade Milan Stojadinović, a "Politika" od 13. siječnja 1939. godine posvetila je tome pola naslovne stranice.
- O životu i radu Nikole Pašića objavljeno je više knjiga, pomenimo neke od njih:
  - Miodrag Dimitrijević: "Nikola Pašić u hodu povijesti" 2005. g. (190 str)
  - Živorad Lazić: "Pašić i četiri kralja" 2005. g. (320 str)
  - Latinka Perović: "Nikola Pašić u narodnoj skupštini" 1997. g. (780 str)
- U Zaječaru je 1992. osnovana zadužbina "Nikola Pašić".
- U Srbiji danas postoji Radikalna stranka "Nikola Pašić", kao i Srpska radikalna stranka koje nemaju kontinuitet s Narodnom radikalnom strankom, budući je dugo vremena u Jugoslaviji postojao jednopartijski sistem.
- U Beogradu postoji Trg Nikole Pašića i na njemu impozantan spomenik Nikoli Pašiću izrađen od bronce, visine 420 cm.

## Obiteljski život
Nikola Pašić vjenčao se s Đurđinom Duković, kćeri bogatoga tršćanskog trgovca žitom, Srbina. Vjenčali su se u Firenci, u ruskoj crkvi, a ne u Trstu, u srpskoj, jer je tako želio mladoženja, da se ne bi mnogobrojni Srbi koji žive u Trstu sjatili na dan vjenčanja. 
Nikola Pašić je imao sina Radomira (Radu) i kćeri Daru i Pavu.
Njegov sin Radomir bio je poznat po raznim korupcijskim aferama i zagorčavao je Pašiću život. Radomir je imao dva sina, Nikolu (završio pravo na Oxfordu, rođen 1918) i Vladislava (arhitekta, umro ' 80. godina u Ženevi). Nikola Pašić Drugi živi u Torontu gdje je osnovao i dugo godina vodio Srpsku nacionalnu akademiju.

## Kritike Nikole Pašića
Bilo je i u njegovo vrijeme i kasnije raznih kritika na račun Nikole Pašića. Pera Todorović, raniji suborac iz Radikalne stranke, dao je sljedeći opis: "Pašić je do vijeka bio strašan smetenjak, šeprtlja i oklijevalo. Vječito šeprtljanje i kubura - to je najvažnija karakterna crta Pašićeva. On nikada ne zna jasno ni što hoće ni što neće. On hoće sve i neće ništa. On događajima ne izlazi u susret, on uvijek šetucka za njima". Archibald Rudolph Reiss u svojoj knjizi "Čujte Srbi!" zamjera Pašiću na prevelikoj popustljivosti prema svom sinu Radomiru koji je pod izgovorom bolesti bio oslobođen sudjelovanja u ratu i provodio se po Parizu. O Pašićevom velikom bogatstvu Reiss kaže: 
 – Otokar Keršovani

## Anegdote i zanimljivosti
Nadimak Nikole Pašića bio je Baja.
Bio je poznat kao duhovit čovjek i iza njega su ostale mnoge anegdote.
- Na pitanje novinara prilikom jednog izlaska iz skupštine, poslije zasjedanja, "Što ima novo?" odgovorio je: "Ne znam. Nisam još čitao Politiku".
- Prilikom jednog zasjedanja iznerviran upotrijebio je neke "jače" riječi. Jedan zastupnik iz klupe dobacio je: "Ovako nešto Gladstone (tadašnji predsjednik engleskog parlamenta) nikad ne bi rekao u skupštini!". Pašić je odgovorio: "Kakvi ste vi Englezi, takav sam Gladstone!"
- Pri jednom prijemu slovenskih preprorodovaca u ljeto 1913. godine, Nikola Pašić pozdravio je vođu izaslanstva: „A vi ste Slovaci“, na što mu je zaprepašten mladić odgovorio: „Ne, ja nisam Slovak, nego Slovenac“. No Pašić se nije dao zbuniti: „Znam, Slovenci i Slovaci su gotovo jedno te isto.“[5]

## Vanjke poveznice
- Znamenite ličnosti Zaječara  Arhivirana inačica izvorne stranice od 17. prosinca 2005. (Wayback Machine)
- Feljton "Pašić i četiri kralja" u 'Novostima', autor Živorad Lazić  Arhivirana inačica izvorne stranice od 6. ožujka 2005. (Wayback Machine)
- Pašićeva biografija na sajtu Arhiva Srbije  Arhivirana inačica izvorne stranice od 9. listopada 2006. (Wayback Machine)
- Djetinjstvo i školovanje Nikola Pašića, odlomak iz knjige "Nikola Pašić u hodu povijesti"
- Informacija o njegovom grobu
- Spomenik Nikoli Pašiću u Beogradu  Arhivirana inačica izvorne stranice od 14. prosinca 2006. (Wayback Machine)
- Vladimir Jovanović: Misija Nikole Pašića u Sofiji 1889. godine
- Slobodan Turlakov: Vodič za Srbe početnike (1804 u. 1941)  Arhivirana inačica izvorne stranice od 8. prosinca 2006. (Wayback Machine)
- Anketa za izbor političara stoljeća  Arhivirana inačica izvorne stranice od 13. siječnja 2007. (Wayback Machine)
- Pašić u anegdotama  Arhivirana inačica izvorne stranice od 29. rujna 2007. (Wayback Machine)
- Pašić u anegdotama  Arhivirana inačica izvorne stranice od 22. svibnja 2006. (Wayback Machine)
- Nikola Pašić Drugi (unuk Nikole Pašića)
- Pašić po drugi put među Srbima - Nikola Pašić, unuk  Arhivirana inačica izvorne stranice od 13. lipnja 2007. (Wayback Machine)